# ثيتس

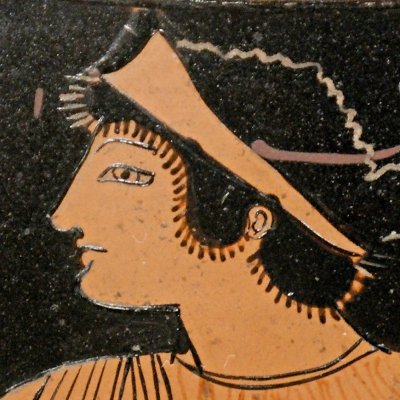
رسم يعود للقرن 6 ق م

ثيتِس أو ثَتِيْس أو ثيتيس (باللغة الإغريقية: Θέτις) تعني الواضعة، هي حورية بحر فضية القدمين وإحدى النريدات بنات قديم البحار في أساطير الإغريق. كانت من أقدم الآلهة التي عبدت في اليونان القديمة.